# Dólar (ort)
Dólar är en ort i Spanien.   Den ligger i provinsen Provincia de Granada och regionen Andalusien, i den södra delen av landet, 400 km söder om huvudstaden Madrid. Dólar ligger 1 221 meter över havet och antalet invånare är 580.
Terrängen runt Dólar är varierad, och sluttar norrut. Runt Dólar är det glesbefolkat, med 12 invånare per kvadratkilometer. Närmaste större samhälle är Guadix, 18,7 km nordväst om Dólar. Omgivningarna runt Dólar är i huvudsak ett öppet busklandskap.